# Teluk Karang
Teluk Karang is een bestuurslaag in het regentschap Tebing Tinggi van de provincie Noord-Sumatra, Indonesië. Teluk Karang telt 2401 inwoners (volkstelling 2010).